# Ceryx pseudovigorsi
Ceryx pseudovigorsi là một loài bướm đêm thuộc phân họ Arctiinae, họ Erebidae.